# Gordon Strachan
Gordon Strachan OBE (wym. ˈstræxən); ur. 9 lutego 1957 w Edynburgu) – szkocki trener piłkarski i piłkarz takich klubów jak Dundee FC (1974-1977), Aberdeen (1977-1984), Manchester United (1984-1989), Leeds United (1989-1995), Coventry City (1995-1997). Karierę piłkarską skończył w 1997. W latach 1996–2001 pełnił funkcję menadżera Coventry City. Później został trenerem Southampton F.C. (2001-2004). W 2005 został zatrudniony przez szkocki klub Celtic F.C. i pracował tam do 2009. Jednym z jego pierwszych transferów do Celticu było ściągnięcie Macieja Żurawskiego i Artura Boruca. W sezonach 2005/2006, 2006/2007 oraz 2007/2008 pod jego wodzą Celtic zdobył mistrzostwa Szkocji. 25 maja 2009 r. zrezygnował z posady trenera Celticu Glasgow, gdy jego klub zajął ostatecznie drugie miejsce w lidze szkockiej sezonu 2008/2009. W październiku 2009 roku podpisał kontrakt trenerski z klubem Middlesbrough. Po słabym początku sezonu 2010–11, 19 października 2011 roku, rozwiązał za porozumieniem stron umowę z klubem. W latach 2013–2017 był selekcjonerem piłkarskiej reprezentacji Szkocji.